# Carry You Home (singel Jamesa Blunta)
Carry You Home – utwór brytyjskiego wokalisty Jamesa Blunta. Wydany został 24 marca 2008 roku przez wytwórnię płytową Atlantic Records jako trzeci singel z jego drugiego albumu studyjnego, zatytułowanego All the Lost Souls. Twórcami tekstu utworu są James Blunt i Max Martin, natomiast Tom Rothrock zajął się jego produkcją. Do singla nakręcono także teledysk, a jego reżyserią zajął się Jake Nava. „Carry You Home” notowany był na 16. pozycji na liście przebojów w Szwajcarii.

## Pozycje na listach przebojów
| Kraj            | Lista (2008)            | Pozycja |
| --------------- | ----------------------- | ------- |
| Austria         | Singles Top 75          | 50      |
| Dania           | Tracklisten Top 40      | 37      |
| Holandia        | Single Top 100          | 75      |
| Niemcy          | Top 100 Singles         | 43      |
| Polska          | AirPlay – Top           | 4       |
| Szkocja         | Scottish Singles Top 40 | 13      |
| Szwajcaria      | Singles Top 75          | 16      |
| Wielka Brytania | Singles Top 100         | 20      |